# Opel Corsa Moon

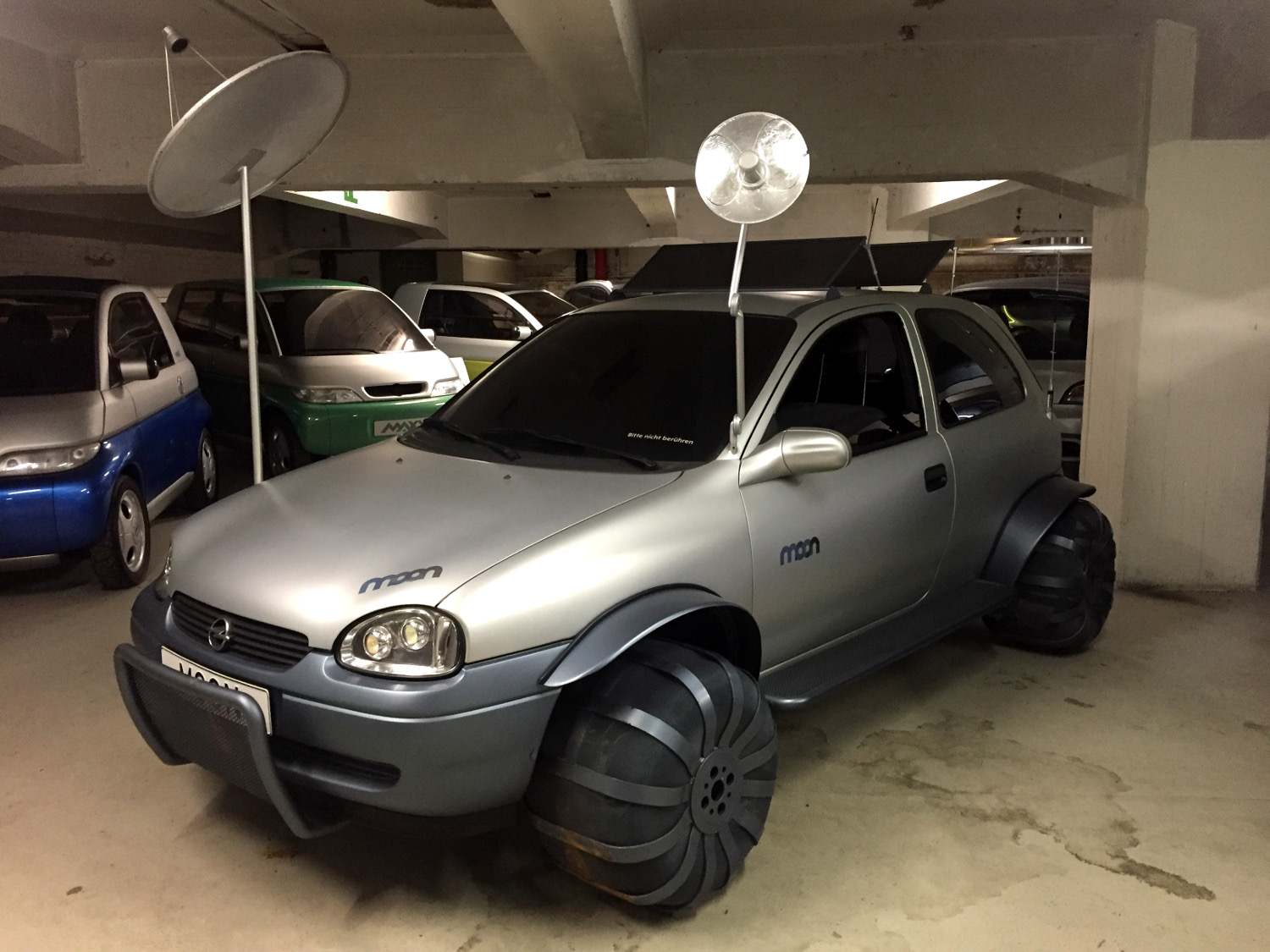
Der Opel Corsa Moon

Der Opel Corsa Moon war eine Designstudie des Opel Corsa B ohne Serien-Ambitionen. Das Auto wurde im Jahr 1997 im Rahmen der Präsentation des neuen Facelifts des Opel Corsa auf den Kanarischen Inseln vorgestellt.

## Ziel der Studie Corsa „Moon“
Der Opel Corsa Moon wurde als reines „Show-Car“ konzipiert. Mit ihm sollte die „Fortschrittlichkeit der Baureihe“ für die Presse optisch dargestellt werden. Hierfür erhielt das Auto futuristisch anmutende Anbauteile, darunter zwei Satellitenschüsseln, Solarzellen und die charakteristische „Mondbereifung“ aus Stahlgeflecht. Die aufwendigen Räder waren der größte Blickfang am Moon, der außerdem mit verbreiterten Radläufen und einem zusätzlichen Stoßfänger aus Stahlrohr ausgestattet war.
Im Innenraum war alles beim alten geblieben, so auch die normale Ausstattung der Swing-Ausführung, bei der die Sitze mit dem titangrauen Stoff der Bezeichnung Circus bezogen waren.
Heute steht das Einzelstück in gutem Zustand in der Werkssammlung von Opel in Rüsselsheim und wird manchmal bei Ausstellungen präsentiert.

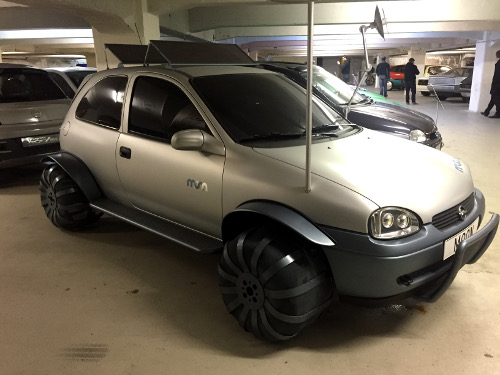
Seitenansicht
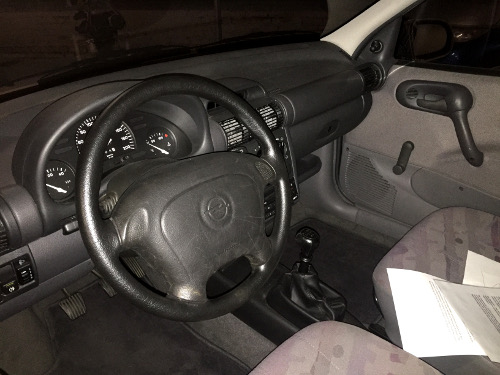
Interieur des Corsa Moon
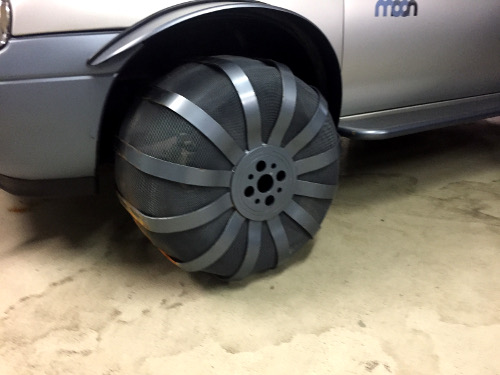
Die „Mondbereifung“
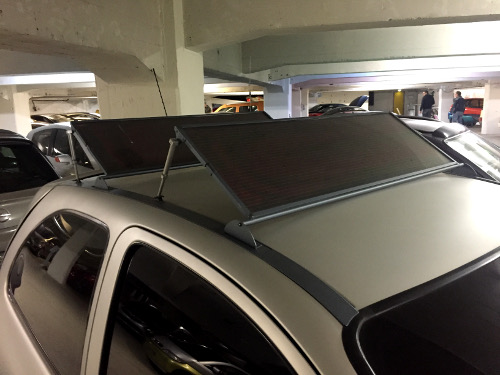
Dach mit Solarzellen